# تیم برنرز لی ۱۳۹۲۶
سیارک ۱۳۹۲۶ (به انگلیسی: 13926 Berners-Lee، نامگذاری:1986XT) سیزده هزار و نهصد و بیست و ششمین سیارک کشف شده‌است که در ۲ دسامبر ۱۹۸۶ کشف شد.